# ケルスティン・ティエレ
ケルスティン・ティエレ（Kerstin Thiele  1986年8月26日- ）はドイツのザクセン州出身の柔道選手。階級は70kg級。身長168cm。 

## 人物
2008年の世界柔道団体選手権大会では3位となった。2009年の世界選手権では2回戦で敗れた。2010年の世界選手権では初戦で敗れた。2011年の世界選手権には出場できなかった。2012年のロンドンオリンピックではハンガリーのアネット・メサロシュやオランダのエディス・ボッシュといった強豪を破って決勝まで進むものの、フランスのリュシ・ドコスに敗れはしたが銀メダルを獲得した。

## 主な戦績
- 2005年 - ヨーロッパジュニア　優勝
- 2007年 - オーストリア国際　3位
- 2007年 - ヨーロッパU23柔道選手権大会　2位
- 2008年 - ヨーロッパ選手権　3位
- 2008年 - オランダ国際　3位
- 2008年 - 世界柔道団体選手権大会　3位
- 2008年 - 嘉納杯　5位
- 2009年 - グランドスラム・パリ　3位
- 2009年 - ヨーロッパ選手権　2位
- 2009年 - グランドスラム・モスクワ　3位
- 2009年 - グランドスラム・リオデジャネイロ　2位
- 2010年 - グランプリ・アブダビ　5位
- 2010年 - グランドスラム・東京　5位
- 2011年 - ワールドマスターズ　5位
- 2011年 - ワールドカップ・ソフィア　優勝
- 2011年 - グランドスラム・パリ　2位
- 2011年 - グランプリ・デュッセルドルフ　5位
- 2011年 - ワールドカップ・チェジュ　3位
- 2011年 - グランドスラム・東京　5位
- 2012年 - グランプリ・デュッセルドルフ　5位
- 2012年 - ヨーロッパ選手権　団体戦　3位
- 2012年 -　ロンドンオリンピック　2位